# Oncocephala bouvieri
Oncocephala bouvieri es una especie de insecto coleóptero de la familia Chrysomelidae.
Fue descrita científicamente en 1899 por Gestro.